# Château Roslane
Le château Roslane est un domaine viticole situé à Meknès. 
Il appartient à Brahim Zniber, propriétaire des Celliers de Meknès. 
C'est la première cave d'Afrique du Nord à obtenir la classification en « Château » et à être protégée par l'AOC Coteaux de l'Atlas, avec la mention « premier cru ».

## Historique
La réalisation du domaine a duré trois ans et demandé près de 10 millions d'euros d'investissement. Elle utilise la structure initiale, mise en place par les français au temps du protectorat. Les celliers de Meknès l'ont modernisé. Les caves historiques datant du protectorat ont été conservées et portent toujours les noms de leurs constructeurs. Elles servent aujourd'hui au stockage des vins.
Les bouteilles Château Roslane arborent sur leurs goulots les armoiries et la devise de la dynastie nasride du Royaume de Grenade. Il est à noter que la famille Zniber, établie à Salé depuis la fin du XVe siècle, est originaire du Royaume de Grenade.

### Reconnaissance
Ce vignoble voulu par Brahim Zniber est actuellement dirigé par son fils Reda Zniber. Produisant du vin depuis 1998, il n'a vinifié sous le label château qu'à partir du millésime 2004.
Un dossier est alors déposé pour une reconnaissance en château viticole. C'était une première dans le royaume du Maroc. Le décret de classement a été pris par le ministère de l'Agriculture le 4 janvier 2005.

## Vignoble
Le domaine situé dans le vignoble des Coteaux de l'Atlas, s'étend sur 1 300 hectares dont 700 plantées en vignes. 

### Cépages
L'encépagement du vignoble est fait à partir de chardonnay, cabernet-sauvignon, syrah, merlot et cabernet-franc. « Nos vins sont avant tout des vins du Maroc. On ne désire pas faire de vins qui ressemblent aux autres », commente Oussama Aissaoui, l'œnologue du château, formé à Montpellier. Afin de mettre en valeur l'originalité de ce terroir des essais - en micro-vinification - sont effectués à partir de cépages marocains ou étrangers (tannat, malbec, petit verdot et gewurztraminer). Pour ce faire le domaine a créé un vignoble expérimental d'un demi-hectare pour chacune des variétés à tester.

## Vinification et élevage
La vendange faite manuellement arrive par gravité vers trois vastes tables de tri. La vinification se fait après le refroidissement total des raisins, dans des pressoirs pneumatiques et des cuves inox thermo-régulées d'une capacité de 11 000 hectolitres. La cuverie totale a une capacité d'un peu plus de 70 000 hectolitres.
Les chais de vieillissement sont enterrés. Pourvus d'une climatisation et d'une humidification automatique, ils permettent d'élever les vins dans des conditions optimales. L'élevage se fait en barriques (3 000 fûts de chêne), et la cave abrite un stock de 3 millions de bouteilles. Vinification et élevage se font sous la responsabilité d'une équipe d'œnologues marocains et français, Benomar Zouhair, directeur technique des Celliers de Meknès, Laurent Richard et Stéphane Mariot.

## Commercialisation
Le château Roslane est distribué en Allemagne, Autriche, Belgique, Canada, Chine, Côte d'Ivoire, Danemark, États-Unis, France, Japon, Nouvelle-Zélande, Pays-Bas, Pologne, Grande-Bretagne, Sénégal, Singapour, etc.